# فرودگاه وایالا
فرودگاه وایالا (به انگلیسی: Whyalla Airport) یک فرودگاه همگانی با کد یاتا WYA است که یک باند فرود ناهموار دارد و طول باند آن ۱۴۰۸ متر است. این فرودگاه در کشور استرالیا قرار دارد .